# Trilha sonora da série Tony Hawk's
Estão aqui listadas as músicas da série Tony Hawk's.

## Tony Hawk's Pro Skater
1. The Suicide Machines - "New Girl"
2. Goldfinger - "Superman"
3. Speedealer - "Screamer/Nothing to Me"
4. Dead Kennedys - "Police Truck"
5. Primus - "Jerry Was a Race Car Driver"
6. Unsane - "Committed"
7. The Vandals - "Euro-Barge"
8. Suicidal Tendencies - "Cyco Vision"
9. Even Rude - "Vilified"
10. The Ernies - "Here & Now"

## Tony Hawk's Pro Skater 2
1. Papa Roach - "Blood Brothers"
2. Anthrax/Public Enemy - "Bring the Noise"*
3. Rage Against the Machine - "Guerrilla Radio"*
4. Naughty by Nature - "Pin the Tail on the Donkey"*
5. Bad Religion - "You"
6. Powerman 5000 - "When Worlds Collide"*
7. Millencolin - "No Cigar"
8. The High and Mighty - "B-Boy Document '99"
9. Dub Pistols - "Cyclone"*
10. Lagwagon - "May 16th"
11. Styles of Beyond - "Subculture"
12. Consumed - "Heavy Metal Winner"
13. Fu Manchu - "Evil Eye"
14. Alley Life - "Out with the Old"*
15. Swingin' Utters - "Five Lessons Learned"

## Tony Hawk's Pro Skater 3
- The Adolescents - "Amoeba"
- AFI - "The Boy Who Destroyed the World"
- Alien Ant Farm - "Wish"
- Bodyjar - "Not the Same"
- CKY - "96 Quite Bitter Beings"
- Del Tha Funkee Homosapien - "If You Must"
- Guttermouth - "I'm Destroying the World"
- House of Pain - "I'm a Swing-It"
- KRS-One - "Hush"
- The Mad Capsules Markets - "Pulse"
- Motörhead - "Ace of Spades"
- The Nextmen - "Amongst Madness"
- Ozomatli - "Cut Chemist Suite"
- Ramones - "Blitzkrieg Bop"
- Red Hot Chili Peppers - "Fight Like a Brave"
- Redman - "Let's Get Dirty (I Can't Get in da Club)"
- The Reverend Horton Heat - "I Can't Surf"
- Rollins Band - "What's the Matter Man"
- Xzibit - "Paparazzi"
- Zebrahead - "Check"

## Tony Hawk's Pro Skater 4
| - AC/DC – "T.N.T." - Aesop Rock – "Labor" - Agent Orange – "Speed Kills" (versão antiga) (o nome real da canção é "Bloodstains") ** - Avail – "Simple Song" - Bouncing Souls – "Manthem" - City Stars - "Bad Dream" - The Cult – "Bad Fun" - De La Soul – "Oodles of O's" - Delinquent Habits – "House of the Rising Drum" - The Distillers – "Seneca Falls" - Eyedea & Abilities – "Big Shots" - The Faction – "Skate and Destroy" - Flogging Molly – "Drunken Lullabies"* ** - Gang Starr – "Mass Appeal" - Goldfinger – "Spokesman"* ** - Haiku D'Etat – "Non Compos Mentis" - Hot Water Music – "Freightliner" - Unknown Soul – "Pro Skater 6" | - Iron Maiden –"The Number of the Beast" - JFA – "Beach Blanket Bongout"* ** - Less Than Jake – "All My Best Friends Are Metalheads" - Lootpack – "Whenimondamic"** - Muskabeatz & Biz Markie – "Bodyrock" - Muskabeatz & Jeru the Damaja – "Verses of Doom" - Muskabeatz & Melle Mel – "I'm a Star" - N.W.A. – "Express Yourself"* ** - Nebula – "Giant"** - The Offspring – "Blackball"* ** - Public Enemy – "By the Time I Get to Arizona" - Rocket From the Crypt – "Savoir Faire" - Run-D.M.C. – "My Adidas" - Sex Pistols – "Anarchy in the U.K." - System of a Down – "Shimmy" - Toy Dolls – "Dig That Groove Baby" - U.S. Bombs – "Yer Country"* ** - Zeke – "Death Alley" |

## Tony Hawk's Underground
Existe um total de 78 músicas no jogo. Elas são listadas abaixo, alfabeticamente por nome de artistas e com o nome da música e o grupo em que são dividas; Punk, Hip-Hop e Rock/Other.
| - Aceyalone - "Rapps on Deck" - Hip Hop - Alkaline Trio - "Armageddon" - Punk - Anacron - "A Prototype" - Hip Hop - Angry Amputees - "She Said" - Punk - Assorted Jelly Beans - "Rebel Yell" - Punk - Authority Zero - "Everyday" - Rock/Other - Bad Religion - "Big Bang" - Punk - Blind Iris - "Drive" - Rock/Other - Blue Collar Special - "Don't Wait" - Punk - Bracket - "2 Rak 005" - Punk - Busdriver - "Imaginary Places" - Hip Hop - Camarosmith - "It's Alright" - Rock/Other - Cannibal Ox - "Iron Galaxy" - Hip Hop - Clutch - "Impetus" - Rock/Other - Crash and Burn - "Crazy and Stupid" - Rock/Other - Dan the Automator - "A Better Tomorrow" - Hip Hop - Deltron 3030 - "Positive Contact" - Hip Hop - DJ Qbert - "Cosmic Assassins" - Hip Hop - Dropkick Murphys - "Time to Go" - Punk - Electric Frankenstein - "Annie's Grave" - Rock/Other - Entombed - "To Ride, Shoot, and Speak the Truth" - Rock/Other - Five Horse Johnson - "Mississippi King" - Rock/Other - Flamethrower - "I Want It All" - Punk - Frog One - "Blah Blah" - Hip Hop - Fu Manchu - "California Crossing" - Rock/Other - GBH - "Crush 'Em" - Punk - High on Fire - "Hung, Drawn and Quartered" - Rock/Other - Hot Water Music - "Remedy" - Rock/Other - In Flames - "Embody the Invisible" - Rock/Other - J-Live - "Braggin' Writes Revisited" - Hip Hop - Jane's Addiction - "Suffer Some" - Rock/Other - Juggaknots - "The Circle Pt. 1" - Hip Hop - Jurassic 5 (ft. Big Daddy Kane) - "A Day at the Races" - Hip Hop (THUG trailer song) - KISS - "God of Thunder" - Rock/Other - KISS - "Lick It Up" - Rock/Other - KISS - "Rock and Roll All Nite" - Rock/Other - Lamont - "Hotwire" - Rock/Other - LA Symphony - "King Kong" - Hip Hop | - Living Legends - "War Games" - Hip Hop - Mastodon - "Crusher Destroyer" - Rock/Other - Mike V. and the Rats - "The Days" - Punk - Mr. Lif - "Phantom" - Hip Hop - MURS - "Transitions as a Ridah" - Hip Hop - Nas - "The World Is Yours" - Hip Hop - Nine Pound Hammer - "Run Fat Boy Run" - Rock/Other - NOFX - "Separation of Church and Skate" - Punk - Orange Goblin - " Your World Will Hate This" - Rock/Other - Paint It Black - "Womb Envy" - Punk - People Under the Stairs - "The Next Step II" - Hip Hop - Queens of the Stone Age - "Millionaire" - Rock/Other - Quasimoto - "Low Class Conspiracy" - Hip-Hop - R.A. The Rugged Man - "King of the Underground" - Hip Hop - Refused - "New Noise" - Punk - Rise Against - "Like The Angel" - Punk - Rubber City Rebels - "(I Wanna) Pierce My Brain" - Punk - Smoke Blow - "Circle of Fear" - Rock/Other - Solace - "Indolence" - Rock/Other - Social Distortion - "Mommy's Little Monster" - Punk - Stiff Little Fingers - "Suspect Device" - Punk - S.O.D. - "Milk" - Rock/Other - Strike Anywhere - "Refusal" - Punk - Sublime - "Seed" - Punk - Superjoint Ritual - "It Takes No Guts" - Rock/Other - Supernatural - "Internationally Known" - Hip Hop - The Adicts - "Viva La Revolution" - Punk - The Browns - "American Werewolf in Calgary" - Punk - The Clash - "White Riot" - Punk - The Explosion - "No Revolution" - Rock/Other - The Hellacopters - "(Gotta Get Some Action) Now!" - Rock/Other - The Herbaliser (feat. MF DOOM) - "It Ain't Nuttin'" - Hip Hop - The Hookers - "The Legend of Black Thunder" - Rock/Other - The Midnight Evils - "Loaded and Lonely" - Punk - Transplants - "California Babylon" - Punk - Unida - "Black Woman" - Rock/Other - Wildchild - "Secondary Protocol" - Hip Hop |

## Tony Hawk's Underground 2
A trilha sonora do jogo mescla punk, hip hop e heavy metal:
- 3 Inches of Blood – "Deadly Sinners"
- 25 Ta Life – "Over the Years"
- Aesop Rock – "No Jumper Cables (re-mix)"
- Atmosphere – "Trying To Find A Balance"
- Audio Two – "Top Billin"
- Brand Nubian – "Punks Jump Up To Get Beat Down"
- Camaros – "Cheesecake"
- The Casualties – "Unknown Soldier"
- Cut Chemist – "Drums of Fire"
- The D.O.C. – "Whirlwind Pyramid"
- Das Oath – "Awesome Rape"
- Dead Boys – "Sonic Reducer"
- Dead End Road – "Sin City"
- The Distillers – "Beat Your Heart Out"
- Disturbed – "Liberate"
- Diverse – "Certified"
- The Doors – "Break on Through (To the Other Side)"
- The Explosion – "Here I Am"
- Faith No More – "Mid Life Crisis"
- Fear – "I Love Livin' In The City"
- Frank Sinatra – "That's Life"
- The Germs – "Lexicon Devil"
- Grand Puba – "I Like It"
- Handsome Boy Modeling School – "Holy Calamity"
- The Hiss – "Back On The Radio"
- Iggy Pop and the Stooges – "1970"
- Jimmy Eat World – "Pain"
- Johnny Cash – "Ring of Fire"
- Joy Division – "Warsaw"
- Lamb of God – "Black Label"
- Less Than Jake – "That’s Why They Call It A Union"
- Libretto – "Volume"
- The Living End – "End of the World"
- Living Legends – "Night Prowler"
- Melbeatz feat. Kool Savas – "Grind On"
- The Melvins – "Sweet Willy Rollbar"
- Metallica – "Whiplash"
- Mike V. & the Rats – "Never Give Up"
- Ministry – "No W"
- Nebula – "So It Goes"
- Operatic – "Interested In Madness"
- Pete Rock & C.L. Smooth – "Soul Brother #1"
- The Ramones – "Rock ‘N Roll High School"
- Rancid – "Fall Back Down"
- Red Hot Chili Peppers – "The Power of Equality"
- Steel Pulse – "Born To Rebel"
- Sugarhill Gang – "Rappers Delight"
- Suicide Machines – "High Anxiety"
- Ultramagnetic MCs – "Ego Trippin"
- Violent Femmes – "Add It Up"
- Ween – "It’s Gonna Be A Long Night"
- X – "Los Angeles"
- Zeke – "Long Train Running"

## Tony Hawk's American Wasteland
- 7 Seconds - "We're Gonna Fight"
- Alkaline Trio -" Wash Away" (T.S.O.L. cover)
- An Endless Sporadic - "Sun of Pearl"
- Bad Religion - "We're Only Gonna Die"
- Black Flag - "Rise Above"
- The Bled - "House of Suffering" (Bad Brains cover)
- Bloc Party - "Like Eating Glass" (Tony Hawk mix)
- Bobot Adrenaline - "Penalty Box"
- The Bravery - "Unconditional"
- Breakestra - "Champ"
- The Casualties - "Get Off My Back"
- Circle Jerks - "Wild in the Streets" (Garland Jeffreys cover)
- Dead Kennedys - "California Über Alles" (THAW trailer and intro song)
- Death from Above 1979 - "Little Girl"
- Del tha Funkee Homosapien (f/ Hieroglyphics) - "Burnt"
- D.R.I. - "Couch Slouch"*
- The Doors - "Peace Frog"
- Dropkick Murphys - "Who Is Who" (The Adolescents cover)
- El-P - "Jukie Skate Rock"
- Emanuel - "Search and Destroy" (The Stooges cover)
- The Faint - "I Disappear"
- Fall Out Boy - "Start Today" (Gorilla Biscuits cover)
- Fatlip - "What's Up Fatlip"
- Felix da Housecat - "Everyone is Someone in LA"
- Frank Black - "Los Angeles"
- From Autumn to Ashes - "Let's Have a War" (Fear cover)
- The God Awfuls - "Watch it Fall"
- Good Riddance - "30 Day Wonder"
- Green Day - "Holiday"
- High on Fire - "Devilution"
- Hot Snakes - "Time to Escape" (Government Issue cover)
- Lair of the Minotaur - "Warlord"
- Mastodon - "Iron Tusk"
- Mike V. and the Rats - "Vendetta"
- Molemen (f/ Aesop Rock, Slug and MF DOOM) - "Put Your Quarter Up"
- Mötley Crüe - "Live Wire"
- My Chemical Romance - "Astro Zombies" (The Misfits cover)*
- Nassim - "Rawhide"
- The Network - "Teenagers From Mars" (The Misfits cover)
- Oingo Boingo - "Who Do You Want to Be"
- Pest - "Duke Kerb Crawler"
- Pig Destroyer - "Gravedancer"
- Prefuse 73 - "The End of Biters" (Listed as "One Word Extinguisher" in-game)
- Public Enemy (f/ Ice Cube and Big Daddy Kane) - "Burn Hollywood Burn"
- Rise Against - "Fix Me" (Black Flag cover)
- The Riverboat Gamblers - "Hey! Hey! Hey!"
- Rob Sonic - "Sniper Picnic"
- Saves the Day - "Sonic Reducer" (The Dead Boys cover)
- Scissor Sisters - "Filthy/Gorgeous"*
- Senses Fail - "Institutionalized" (Suicidal Tendencies cover)
- Sham 69 - "Borstal Breakout"
- SNFU - "Better Homes and Gardens"*
- Spirit Caravan - "Dove-Tongued Aggressor"
- Strike Anywhere - "Question the Answer"
- Taking Back Sunday - "Suburban Home/I Like Food" (The Descendents covers)
- Thrice - "Image of the Invisible"
- Thrice - "Seeing Red/Screaming at a Wall" (Minor Threat cover)
- The Thunderlords - "I Like Dirt"
- Thursday - "Ever Fallen in Love?" (The Buzzcocks cover)
- Tommy Guerrero - "Organism"
- Ungh! - "Skate Afrikkana"
- USSR - "Live Near Death"
- Venom - "Black Metal"

A trilha sonora completa do jogo foi revelada em 17 de outubro de 2006 
| - +44 – "Lycanthrope" - 76% Uncertain – "I Hate the Radio" - Aurelius - "Hemlock" - Bad Religion - "Social Suicide" - Black Mountain – "Druganaut" - The Channeling – "Frighteners" - Charizma and Peanut Butter Wolf – "Devotion" - Claus Grabke – "Cause I Can" - Cryptic Slaughter – "Lowlife" - The Cure – "Plastic Passion" - Damian Marley – "Move" - The Dead Milkmen – "Punk Rock Girl" - Die Young (TX) – "Anthem of the Prodigal Son" - Eagles of Death Metal – "Chase the Devil" - ESWS - "Uncle Todd's Cabin"+ - Funk Face – "Zoo York City" - Gnarls Barkley – "Gone Daddy Gone" (Violent Femmes cover) - Gym Class Heroes – "The Queen and I" - Hieroglyphics – "At the Helm" - The Hold Steady – "Your Little Hoodrat Friend" - Immortal – "One by One" - Jaylib – "The Red" - Joy Division – "Interzone" - Kasabian – "Club Foot" - Klaxons – "Gravity's Rainbow" - Kool and the Gang – "Summer Madness" - Legitimate Business – "80 on 80" - Liquid Liquid – "Optimo" - Living Legends feat. Aesop Rock and Slug – "Moving at the Speed of Life" | - The Long Thaw - "Come Taste It"+ - Ministry – "Stigmata (Remix)" - Mogwai – "Glasgow Mega-Snake" - Monty Are I – "In This Legacy" - Nine Inch Nails – "Getting Smaller" - Noise – "Dirty Evil" - Oh No – "Chump" - Pardon My Extinguisher – "Bitch and Moan" - Primus – "American Life" - Ramones – "I Wanna Live" - Revolution Mother – "Second Thoughts" - Slayer – "Angel of Death" - Sonic Youth – "Nic Fit" - Stasera – "Palisades" - Stay Gold Pony Boy - "Communist Parties"+ - Supersuckers – "Goodbye" - The Sword – "Iron Swan" - Thine Eyes Bleed – "Without Warning" - The Throwaways – "You're Not the Only One" - The Thunderlords – "Ice Cream Headache" - Toots & the Maytals – "Time Tough" - Transplants – "Pay Any Price" - Typical Cats – "Any Day" - Ugly Duckling – "Smack" - Van Stone – "Skate Town" - The Walkmen – "This Job is Killing Me" - Wildchild – "Wonder Years" - Wolfmother – "Woman" - Zeke – "Kill the King" |

## Tony Hawk's Proving Ground
- "All My Heroes Are Weirdos", !!!
- "Girls in Black", Airbourne
- "Secret Crowds", Angels & Airwaves
- "Motorbike", Anglo Jackson
- "Slaughter of the Soul", At the Gates
- "Banned in DC", Bad Brains
- "Electric Worm", Beastie Boys
- "Your Move", Blackalicious
- "Version 2.0", Bloc Party
- "The Hands Will Abide", Cursed
- "Fug", Cymande
- "Circles", Dag Nasty
- "Sanctuary", Darkest Hour
- "Everything Changes", Deadbolt Zen
- "Audio Technician", DJ JS-1, L.I.F.E. Long & Immortal Technique
- "Up All Night", El-P
- "Natural One", Folk Implosion
- "The Pretender", Foo Fighters
- "We Must Obey", Fu Manchu
- "Rappin and Rockin the House", Funky 4+1
- "Gift Tax", Future Pigeon
- "Come Friendly Bombs", Gallows
- "Hold Your Ground", Gorilla Biscuits
- "It's Just Begun", Jimmy Castor Bunch
- "Radio", Jurassic 5
- "Carpenter", Kittens
- "Panic-Oh!", Los Abandoned
- "Pack Up (Remix)", Lyrics Born, KRS-One & Evidence
- "Memories of the Grove", Maylene and the Sons of Disaster
- "Bear in the Air", Motorcity Daredevils
- "You're My Miss Washington D.C.", Nation of Ulysses
- "Breed", Nirvana
- "Move, Pt. 2", Oh No, J Dilla & Roc "C"
- "The New Brutality", Paint It Black
- "The Devil Made Me Do It (Poach a Pig Mix)", Paris
- "Throwback Rap Attack (Madlib Remix)", Percee P
- "I'd Rather Die Than Be Famous", Pierce the Veil
- "Loathsome", Pig Destroyer
- "Baddest of the Bad", Reverend Horton Heat
- "Come On", Revolution Mother
- "Chin High", Roots Manuva
- "That's Entertainment", Sayvinyl
- "Well Thought Out Twinkles", Silversun Pickups
- "Children's Story", Slick Rick
- "Tarantula", Smashing Pumpkins
- "Energy Dome", Snapcase
- "Starving Artiste", The Bled
- "Clash City Rockers", The Clash
- "Garbage Man", The Cramps
- "Gets Paid", The Icarus Line
- "See the World", The Kooks
- "Music Is Happiness", The Octopus Project
- "Sympathy for the Devil", The Rolling Stones
- "Holidays in the Sun", Sex Pistols
- "Electric Kingdom", Twilight 22

## Tony Hawk's Downhill Jam
- Anti-Flag - "Press Corpse"
- Time Again "Broken Bodies"
- stellastarr* "Jenny"
- Thursday "At This Velocity"
- Photo Atlas "Handshake Heart Attack"
- Escape The Fate - "Reverse This Curse"
- Motörhead - "Motörhead"
- Razed In Black - "Visions"
- The Loved Ones - "Suture Self"
- OSI "OSI"
- The Bronx - "Oceans Of Class"
- The Dirty Heads "Morning Light"
- Dead To Me - "By the Throat"
- The Golden Gods - "Even I Don't Know"
- theSTART "Shakedown"
- The Autumn Offering "Embrace The Gutter"
- Jadox "Cause and Effect"
- Sol Asunder "Mislead"
- Lupe Fiasco "Kick,Push"
- Charizma "Here's A Smirk"
- The One & Only Typicals "Accelerator"
- The Bouncing Souls - "The Gold Song"
- Ministry - "Palestina"
- Strike Anywhere - "The Promise"
- The Futureheads "Yes/No"
- Lagwagon - "Heartbreaking Music"
- Left Alone - "Dead American Radio"
- The Descendents "Myage"
- Shadows Fall - "In Effigy"
- Priestess - "No Real Pain"
- Iron Maiden "Different World"
- Prototype "Synthespian"
- Damone - "Out Here All Night"
- Excel - "Drive"
- Good Riddance - "Texas"
- White Zombie - "More Human Than Human"
- Wildchild "Code Red"
- Sahara Hotnights "Hot Night Crash"
- Public Enemy "She Watch Channel Zero?!"
- Bad Brains "Don't Bother Me"

## Tony Hawk's Pro Skater HD
- Anthrax feat. Chuck D - "Bring the Noise"
- Bad Religion - "You"
- Consumed - "Heavy Metal Winner"
- Goldfinger - "Superman"
- Lagwagon - "May 16"
- Millencolin - "No Cigar"
- Powerman 5000 - "When Worlds Collide"
- Pigeon John - "The Bomb"
- Lateef the Truthspeaker - "We the People"
- Pegasuses-XL - "Marathon Mansion!"
- Apex Manor - "Teenage Blood"
- Telekinesis - "Please Ask for Help"
- El-P feat. Trent Reznor - "Flyentology"
- Middle Class Rut - "USA"
- Metallica - "All Nightmare Long" (DLC)